# Końskie (gemeente)
De gemeente Końskie is een stad- en landgemeente in het Poolse woiwodschap Święty Krzyż, in powiat Konecki.
De zetel van de gemeente is in Końskie.
Op 30 juni 2004 telde de gemeente 36 547 inwoners.

## Oppervlakte gegevens
In 2002 bedroeg de totale oppervlakte van gemeente Końskie 249,9 km², waarvan:
- agrarisch gebied: 41%
- bossen: 49%

De gemeente beslaat 21,92% van de totale oppervlakte van de powiat.

## Demografie
Stand op 30 juni 2004:
| Omschrijving                   | Totaal | Totaal | Vrouwen | Vrouwen | Mannen | Mannen |
| ------------------------------ | ------ | ------ | ------- | ------- | ------ | ------ |
| eenheid                        | aantal | %      | aantal  | %       | aantal | %      |
| inwoners                       | 36 547 | 100    | 18 753  | 51,3    | 17 794 | 48,7   |
| bevolkingsdichtheid (inw./km²) | 146,2  | 146,2  | 75      | 75      | 71,2   | 71,2   |

In 2002 bedroeg het gemiddelde inkomen per inwoner 1175,21 zł.

## Plaatsen
Baczyna, Barycz, Bedlno, Bedlenko, Brody, Chełb, Czerwony Most, Czysta, Drutarnia, Dyszów, Fidor, Gabrielnia, Gatniki, Głupiów, Grabków, Gracuch, Górny Młyn, Izabelów, Jeżów, Koczwara, Kopaniny, Kornica, Małachów, Młynek Nieświński, Modliszewice, Nałęczów, Niebo, Nieświń, Nowe Sierosławice, Nowy Dziebałtów, Nowy Kazanów, Nowy Sokołów, Paruchy, Piekło, Piła, Pomorzany, Pomyków, Poraj, Proćwin, Przybyszowy, Radomek, Rogów, Sielpia Wielka, Sierosławice, Stadnicka Wola, Stara Kuźnica, Stary Dziebałtów, Stary Kazanów, Stary Sokołów, Sworzyce, Szabelnia, Trzemoszna, Wąsosz, Wincentów

## Aangrenzende gemeenten
Białaczów, Gowarczów, Przysucha, Radoszyce, Ruda Maleniecka, Smyków, Stąporków, Żarnów